# Аерограф
Аерографът е малък уред, който се задейства с помощта на въздушно налягане. Той служи за разпръскване на пулверизирани течности, най-често боя, върху различни повърхности.

## История
- През 1879 г. ексцентричен бижутер на име Абнер Пилер сглобява странен уред от супена лъжица, игла за шевна машина, извит връх на отвертка, запоени тръбички и още няколко извити метални части. Всичко това прикача към дървени летвички. Този уред включвал и въздушен компресор с ръчно изпомпване и бил наречен „Разпространител на боя“. Оригиналният модел бил продаден за 10$.

- През 1882 изобретателят продава патента на Либерти Уолкъп за 700$ и скоро той превръща този творчески инструмент в бизнес успех и отваря „Компания за производство на аерографи“. Аерографът бил с усъвременен дизайн, значителни подобрения. Освен в производствената сфера Уолкъп, с помощта на своята съпруга, се заел и с популяризирането на този тип изкуство, подел рекламни кампании, организирал обществени мероприятия и изложби.

- Постепенно изкуството на рисуване с аерограф се превръща от странна идея в предпочитана техника, започва да се изучава във факултетите за изкуства. Не закъснява с появата си и първият „учебник“, разкриващ техниките на аерографиката през 1885 г.

- 1893 започва производството на съвременните аерографи от Тейлър и Чандлър, които започват производство и разпространение на един значително по-различен модел, приличащ повече на химикалка и функциониращ значително по-добре. Дизайнер на модерния аерограф е Чарлз Будрик и неговата идея стои в основата на съвременните уреди.

## Устройство
Аерографът е фин инструмент, който с помощта на компресиран въздух разпръсква боя на принципа на „разпрашаването“- високата скорост на въздушната струя разделя боята на множество мънички капки. Резултатът е прецизна и детайлна работа върху различни повърхности. Образуват се тънки и равномерни слоеве боя, а това позволява прилагане на разнообразни техники- наплъстяване, светлосенки, релеф, преливане на цветове и т.н. Количеството нанесена боя се определя от работещия с аерографа, чрез т. нар. спусък, който контролира тънката игла и определя дебелината на струята.

## Видове аерографи

### Основни видове аерографи
1. Единично действащите аерографи са по-лесни за употреба и почистване, а и значително по-евтини. Спусъкът се движи само нагоре и надолу, натискайки го активирате въздушния поток, който се смесва с боята и се разпръсква през дюзата върху съответната повърхност. Боята се разпръсква с еднаква характеристика, може да бъде регулиране чрез завъртане на дюзата. Такива аерографи са приложими при различните видове хобита и за начални упражнения.
2. Двойно действащите аерографи имат спусък, които е с две посоки на движение- нагоре-надолу и напред и назад. С него се контролира въздушния поток и този на боята. При натискане на спусъка, се активира въздушната струя. Като го дръпнете назад или натиснете напред- контролирате количеството боя. Боравенето с този тип аерографи изисква повече практика, но резултатите са по-детайлна и прецизна работа.

### Според подаването
1. Аерографите със сифонно подаване са с долно разположено казанче. Боята се всмуква и достигането и до дюзата отнема повече време. Предимството им е, че при тях може да се работи с по-голямо количество боя.
2. Аерографите с гравитационно подаване са с горно разположено казанче. Те работят по-бързо и боравенето с тях е удобно, нуждаят се от по-слабо налягане.

### Според начина на смесване
Според начина на смесване аерографите може да са с външно и вътрешно смесване. При тези с външно смесване боята се смесва извън аерографа и следователно се причиняват по-малко трудности при пръскане на по-гъсти бои. При вътрешното смесване трябва да се внимава боите да бъдат достатъчно разредени, защото течност и въздух се смесват в самия аерограф. Ако боята е по-гъста, а налягането по-слабо е възможно да не се смесят добре и да се стигне до запушвания.

## Почистване на аерографа
Правилното почистване на аерографа е много важно, за да се предотврати бързата амортизация и неправилното функциониране, вследствие на запушване.
Има два метода за почистване:
- Повърхностен- при който само се изпръсква течност за почистване на прозорци. Обикновено се използва между различните цветове.
- Дълбочинен- при него аерографът се разглобява и отделните части, които имат допир с боята се почистват внимателно и прецизно. Обикновено се използва след приключване на работата.

## Употреба
Приложението на аерографа е много широко: